# جوان فالاخ سكوت
جوان فالاخ سكوت (بالإنجليزية: Joan Wallach Scott)‏ (و. 1941  م) هي مؤرخة، وأستاذة جامعية أمريكية، ولدت في بروكلين، هي عضوةٌ في الأكاديمية الأمريكية للفنون والعلوم.

## التعليم
تعلمت في جامعة برانديز، وتحصلت منها على بكالوريوس في الفنون (حتى 1962)، وجامعة ويسكونسن-ماديسون.

## جوائز
حصلت على جوائز منها:
- Talcott Parsons Prize ‏ (2016)
- جائزة هربرت باكستر آدمز [الإنجليزية]‏ (1974).

## روابط خارجية
- جوان فالاخ سكوت على موقع الموسوعة البريطانية (الإنجليزية)